# Bahnradsport-Weltmeisterschaften 1977
Die Bahnradsport-Weltmeisterschaften 1977 fanden vom 22. bis 26. August 1977 im venezolanischen San Cristóbal statt. Damit wurden nach 1968 (Montevideo) zum zweiten Mal Bahn-Weltmeisterschaften in Südamerika ausgetragen. Diese WM hatte nach Ansicht des Radsport einen „Hauch von Abenteuer und Exotik“.
Die Radrennbahn war offen, 333,33 Meter lang und aus Zement; der WM-Ort liegt in rund 1000 Meter Höhe. Dass die Bahn offen war, führte zu massiven Problemen, da im September in Venezuela Regenzeit herrscht, und es deshalb zu zahlreichen Verschiebungen kam. So musste der Bahnvierer schließlich morgens um 8 Uhr zum Finale antreten.
Es herrschte großes Zuschauerinteresse, allein bei der Eröffnungsfeier zu den ersten Weltmeisterschaften auf venezolanischem Boden waren 15.000 Besucher vor Ort. Wenn auch diese Feier nicht auf den Geschmack des Berichterstatters aus Deutschland stieß: „Da war einiges zu bombastisch, zu groß im Zuschnitt für eine Radweltmeisterschaft [...]“, so als sei „Venezuela [...] der Nabel der Welt“. Manche Zuschauer nutzten indes die Weltmeisterschaften zu politischem Protest, der jedoch von Soldaten unterbunden wurde.
Wie rigide dort die Soldaten reagierten, erfuhr der deutsche Schrittmacher Dieter Durst am eigenen Leibe. Als er einmal unwillig auf die ständigen Kontrollen am Stadioneingang reagierte, wurde er für eine Nacht inhaftiert.
Das Punktefahren für Amateure stand bei dieser WM zum ersten Mal auf dem Programm. Die Durchführung des Wettbewerbs stieß noch auf Probleme: Es gab eine Unzahl – 30 – Wertungen, und am Ende gab es in der Jury Uneinigkeit über die Platzierungen.
Der Mannschaft der DDR bescheinigte der Radsport ein „Festival“: Im Sprint belegte sie alle drei Podiumsplätze, im Zeitfahren errang Lothar Thoms und in der Einerverfolgung Norbert Dürpisch die Goldmedaille. Für die Mannschaft des Bundes Deutscher Radfahrer war die schlimmste Niederlage die des Gold-Vierers in der Mannschaftsverfolgung gegen den der DDR nach drei WM- und einer Olympia-Goldmedaille in Folge. Als Konsequenz daraus erklärte Bundestrainer Gustav Kilian zwei Monate später seinen Rücktritt.

## Resultate Frauen
| Disziplin                | Platz | Land               | Athlet         |                          |
| ------------------------ | ----- | ------------------ | -------------- | ------------------------ |
| Sprint                   | 1     | Sowjetunion 1955   | Galina Zarjowa | 12,95s (1.), 13,35s (3.) |
|                          | 2     | Vereinigte Staaten | Sue Novara     | 12,76s (2.),             |
|                          | 3     | Tschechoslowakei   | Iva Zajíčková  | 13,08s (1.), 13,11 (2.)  |
| Einerverfolgung (3000 m) | 1     | Sowjetunion 1955   | Wera Kusnezowa | 4:01,85 min.             |
|                          | 2     | Niederlande        | Anne Riemersma | 4:08,47 min.             |
|                          | 3     | Kanada             | Karen Strong   | 4:00,74 min.             |

## Resultate Männer

### Profis
| Sprint                   | 1 | Japan                      | Kōichi Nakano                            | 11,03 (1.), 11,02s (2.)  |  |
|                          | 2 | Japan                      | Yoshikazu Sugata                         |                          |  |
|                          | 3 | Australien                 | John Nicholson                           | 11,68s (1.), 12,06s (2.) |  |
| Einerverfolgung (5000 m) | 1 | Deutschland Bundesrepublik | Gregor Braun                             | 6:00,93 min.             |  |
|                          | 2 | Norwegen                   | Knut Knudsen                             | 6:06,78 min.             |  |
|                          | 3 | Vereinigtes Konigreich     | Steve Heffernan                          | 6:07,49 min.             |  |
| Steherrennen (1 Stunde)  | 1 | Niederlande                | Cees Stam (hinter Bruno Walrave)         | 66,088 km                |  |
|                          | 2 | Deutschland Bundesrepublik | Wilfried Peffgen (hinter Dieter Durst)   | + 75 Meter               |  |
|                          | 3 | Italien                    | Pietro Algeri (hinter Domenico De Lillo) | + 1 Runde und 220 Meter  |  |

### Amateure
| Disziplin                        | Platz | Land                                    | Athlet                                                          | Zeit                     |
| -------------------------------- | ----- | --------------------------------------- | --------------------------------------------------------------- | ------------------------ |
| Sprint                           | 1     | Deutschland Demokratische Republik 1949 | Hans-Jürgen Geschke                                             | 11,60s( 1.), 11,31 (2.)  |
|                                  | 2     | Deutschland Demokratische Republik 1949 | Emanuel Raasch                                                  |                          |
|                                  | 3     | Deutschland Demokratische Republik 1949 | Lutz Heßlich                                                    | 11,31s (1.), 11,16s (2.) |
| Zeitfahren (1000 m)              | 1     | Deutschland Demokratische Republik 1949 | Lothar Thoms                                                    | 1.04,859 min.            |
|                                  | 2     | Deutschland Bundesrepublik              | Günther Schumacher                                              | 1:06,946 min.            |
|                                  | 3     | Schweiz                                 | Hans Ledermann                                                  | 1:07,079 min.            |
| Tandem                           | 1     | Tschechoslowakei                        | Vladimír Vačkář/Miroslav Vymazal                                | 10,74s (1.), 10,44s (2.) |
|                                  | 2     | Sowjetunion 1955                        | Wladimir Semenets/Alexander Woronin                             |                          |
|                                  | 3     | Deutschland Bundesrepublik              | Horst Gewiss/Wolfgang Schäffer                                  | 13,75s (1.), 10,68s (2.) |
| Einerverfolgung (4000 m)         | 1     | Deutschland Demokratische Republik 1949 | Norbert Dürpisch                                                | 4:42,81 min.             |
|                                  | 2     | Deutschland Demokratische Republik 1949 | Uwe Unterwalder                                                 | 4:48,18 min.             |
|                                  | 3     | Schweiz                                 | Daniel Gisiger                                                  | 4:52,81 min.             |
| Mannschaftsverfolgung (4000 m)   | 1     | Deutschland Demokratische Republik 1949 | Norbert Dürpisch/Gerald Mortag/ Matthias Wiegand/Volker Winkler | 4:21,34 min.             |
|                                  | 2     | Deutschland Bundesrepublik              | Günther Schumacher/Peter Vonhof/ Hans Lutz/Henry Rinklin        | 4;29,09 min.             |
|                                  | 3     | Schweiz                                 | Robert Dill-Bundi/Daniel Gisiger/ Hans Känel/Walter Baumgartner | 4:24,49 min.             |
| Punktefahren (50 km)             | 1     | Belgien                                 | Constant Tourné                                                 | 29 Pkt.                  |
|                                  | 2     | Polen 1944                              | Jan Faltyn                                                      | 21 Pkt.                  |
|                                  | 3     | Sowjetunion 1955                        | Nikolai Makarow                                                 | 14 Pkt.                  |
| Steherrennen (Finale über 50 km) | 1     | Niederlande                             | Gaby Minneboo (hinter Bruno Walrave)                            | 44:35,00 min.            |
|                                  | 2     | Spanien 1945                            | Bartolomé Caldentey (hinter Antonio Mora)                       | + 45 Meter               |
|                                  | 3     | Deutschland Bundesrepublik              | Rainer Podlesch (hinter Christian Dippel)                       | + 270 Meter              |